# Dmitrij Juškevič
Dmitrij Sergeevič Juškevič (in russo Дмитрий Серге́евич Юшкевич?; Čerepovec, 19 novembre 1971) è un ex hockeista su ghiaccio russo.

## Palmarès

### Olimpiadi invernali
- 2 medaglie:
  - 1 oro (Albertville 1992[1])
  - 1 argento (Nagano 1998[2])

### Mondiali
- 1 medaglia:
  - 1 oro (Germania 1993[2])

### Mondiali giovanili
- 3 medaglie[3]:
  - 1 oro (1989)
  - 2 argenti (1990; 1991)

### Europei giovanili
- 1 medaglia[3]:
  - 1 oro (1989)